# Вынужденное излучение

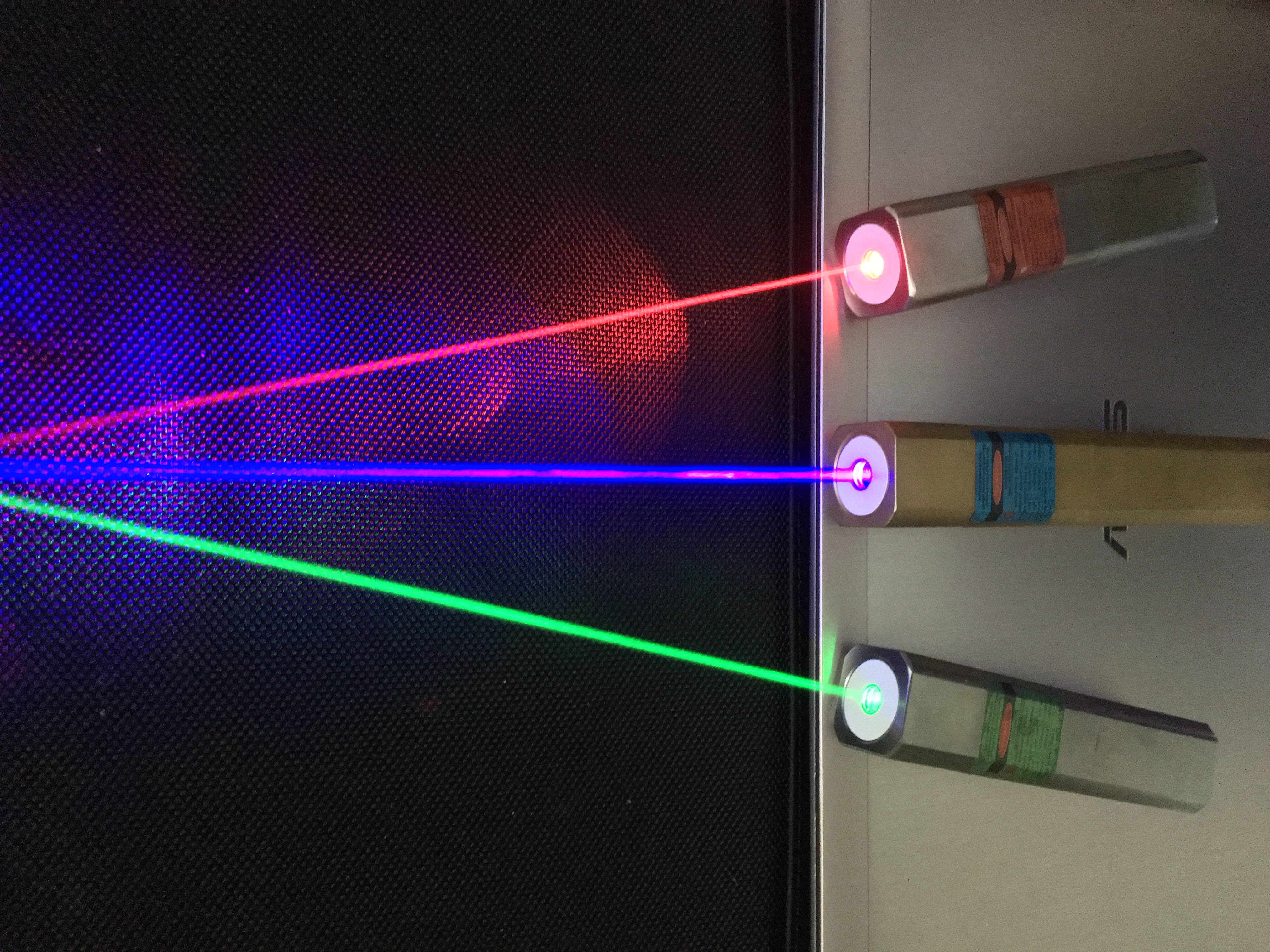
Вынужденное излучение (лазер)

Вы́нужденное излуче́ние, индуци́рованное излучение — генерация нового фотона при переходе квантовой системы (атома, молекулы, ядра и т. д.) между двумя состояниями (с более высокого на более низкий энергетический уровень) под воздействием индуцирующего фотона, энергия которого равна разности энергий этих состояний. Созданный фотон имеет ту же энергию, импульс, поляризацию, а также направление распространения, что и индуцирующий фотон (который при этом не поглощается). Оба фотона являются когерентными.

## Введение. Теория Эйнштейна

Рис. 1a. Поглощение фотона

Рис. 1б. Вынужденное испускание фотона

Рис. 1в. Спонтанное испускание фотона

Большой вклад в разработку вопроса о вынужденном излучении (испускании) внёс А. Эйнштейн, опубликовав в 1916 и 1917 годах соответствующие научные статьи. Гипотеза Эйнштейна состоит в том, что под действием электромагнитного поля частоты ω молекула (атом) может:
- перейти с более низкого энергетического уровня {\displaystyle E_{1}} на более высокий {\displaystyle E_{2}} с поглощением фотона энергией {\displaystyle \hbar \omega =E_{2}-E_{1}} (см. рис. 1a);
- перейти с более высокого энергетического уровня {\displaystyle E_{2}} на более низкий {\displaystyle E_{1}} с испусканием фотона энергией {\displaystyle \hbar \omega =E_{2}-E_{1}} (см. рис. 1б);
- кроме того, как и в отсутствие возбуждающего поля, остаётся возможным самопроизвольный переход молекулы (атома) с верхнего на нижний уровень с испусканием фотона энергией {\displaystyle \hbar \omega =E_{2}-E_{1}} (см. рис. 1в).

Первый процесс принято называть поглощением, второй — вынужденным (индуцированным) испусканием, третий — спонтанным испусканием. Скорость поглощения и вынужденного испускания фотона пропорциональна вероятности соответствующего перехода:
{\displaystyle B_{12}\cdot u} и {\displaystyle B_{21}\cdot u,} где {\displaystyle B_{12},} {\displaystyle B_{21}} — коэффициенты Эйнштейна для поглощения и испускания, {\displaystyle u} — спектральная плотность излучения.
Число переходов {\displaystyle \mathrm {d} n_{1}} с поглощением света выражается как
{\displaystyle \mathrm {d} n_{1}=B_{12}u\cdot n_{1}\mathrm {d} t,\qquad \qquad (1)}
с испусканием света даётся выражением:
{\displaystyle \mathrm {d} n_{2}=(A_{21}+B_{21}u)\cdot n_{2}\mathrm {d} t,\qquad (2)}
где {\displaystyle A_{21}} — коэффициент Эйнштейна, характеризующий вероятность спонтанного излучения, а {\displaystyle n_{1},n_{2}} — число частиц в первом или во втором состоянии соответственно. Согласно принципу детального равновесия, при термодинамическом равновесии число квантов света {\displaystyle \mathrm {d} n_{1}} при переходах 1 → 2 должно равняться числу квантов {\displaystyle \mathrm {d} n_{2},} испущенных в обратных переходах 2 → 1.

## Связь между коэффициентами
Рассмотрим замкнутую полость, стенки которой испускают и поглощают электромагнитное излучение. Такое излучение характеризуется спектральной плотностью {\displaystyle u(\omega ,T),} получаемой из формулы Планка:
{\displaystyle u(\omega ,T)={\frac {\hbar \omega ^{3}}{\pi ^{2}c^{3}}}\cdot {\frac {1}{\mathrm {exp} (\hbar \omega /kT)-1}}.\qquad \qquad (3)}
Так как мы рассматриваем термодинамическое равновесие, то {\displaystyle \mathrm {d} n_{1}=\mathrm {d} n_{2}.} Используя уравнения (1) и (2), находим для состояния равновесия:
{\displaystyle B_{12}u(\omega ,T)n_{1}=(A_{21}+B_{21}u(\omega ,T))n_{2},}
откуда:
{\displaystyle {\frac {n_{2}}{n_{1}}}={\frac {B_{12}u(\omega ,T)}{A_{21}+B_{21}u(\omega ,T)}}.\qquad \qquad (4)}
При термодинамическом равновесии распределение частиц по уровням энергии подчиняется закону Больцмана:
{\displaystyle {\frac {n_{2}}{n_{1}}}={\frac {g_{2}}{g_{1}}}\cdot \mathrm {exp} \left(-{\frac {E_{2}-E_{1}}{kT}}\right),\qquad \qquad (5)}
где {\displaystyle g_{1}} и {\displaystyle g_{2}} — статистические веса уровней, показывающие количество независимых состояний квантовой системы, имеющих одну и ту же энергию (вырожденных). Будем считать для простоты, что статвеса уровней равны единице.
Итак, сравнивая (4) и (5) и принимая во внимание, что {\displaystyle \hbar \omega =E_{2}-E_{1},} получим:
{\displaystyle u(\omega ,T)={\frac {A_{21}}{B_{12}\mathrm {exp} (\hbar \omega /kT)-B_{21}}}.\qquad \qquad (6)}
Так как при {\displaystyle T\to \infty } спектральная плотность излучения должна неограниченно возрастать, то нам следует положить знаменатель равным нулю, откуда имеем:
{\displaystyle B_{12}=B_{21}.}
Далее, сопоставив (3) и (6), легко получить:
{\displaystyle B_{21}={\frac {\pi ^{2}c^{3}}{\hbar \omega ^{3}}}\cdot A_{21}.}
Последние два соотношения справедливы для любых комбинаций уровней энергии. Их справедливость сохраняется и при отсутствии равновесия, так как определяются только характеристикой систем и не зависят от температуры.

## Свойства вынужденного испускания
По свойствам вынужденное испускание существенно отличается от спонтанного.
- Наиболее характерная черта вынужденного излучения заключается в том, что возникшая электромагнитная волна распространяется в том же направлении, что и первоначальная индуцирующая волна.
- Частоты и поляризация вынужденного и первоначального излучений также равны.
- Вынужденный поток когерентен возбуждающему.

## Применение
На вынужденном излучении основан принцип работы квантовых усилителей, лазеров и мазеров. В рабочем теле лазера путём накачки создаётся избыточное (по сравнению с термодинамическим ожиданием) количество атомов в верхнем энергетическом состоянии. Рабочее тело газового лазера находится в резонаторе (в простейшем случае — пара зеркал), создающем условия для накапливания фотонов с определённым направлением импульса. Первоначальные фотоны возникают за счёт спонтанного излучения. Затем, благодаря наличию положительной обратной связи, вынужденное излучение лавинообразно возрастает. Лазеры обычно используются для генерации излучения, тогда как мазеры, работающие в области радиочастот, применяются также и для усиления.